# Bruceonia
Bruceonia is een geslacht van kreeftachtigen uit de klasse van de Malacostraca (hogere kreeftachtigen).

## Soort
- Bruceonia ardeae (Bruce, 1981)